# 대학도시

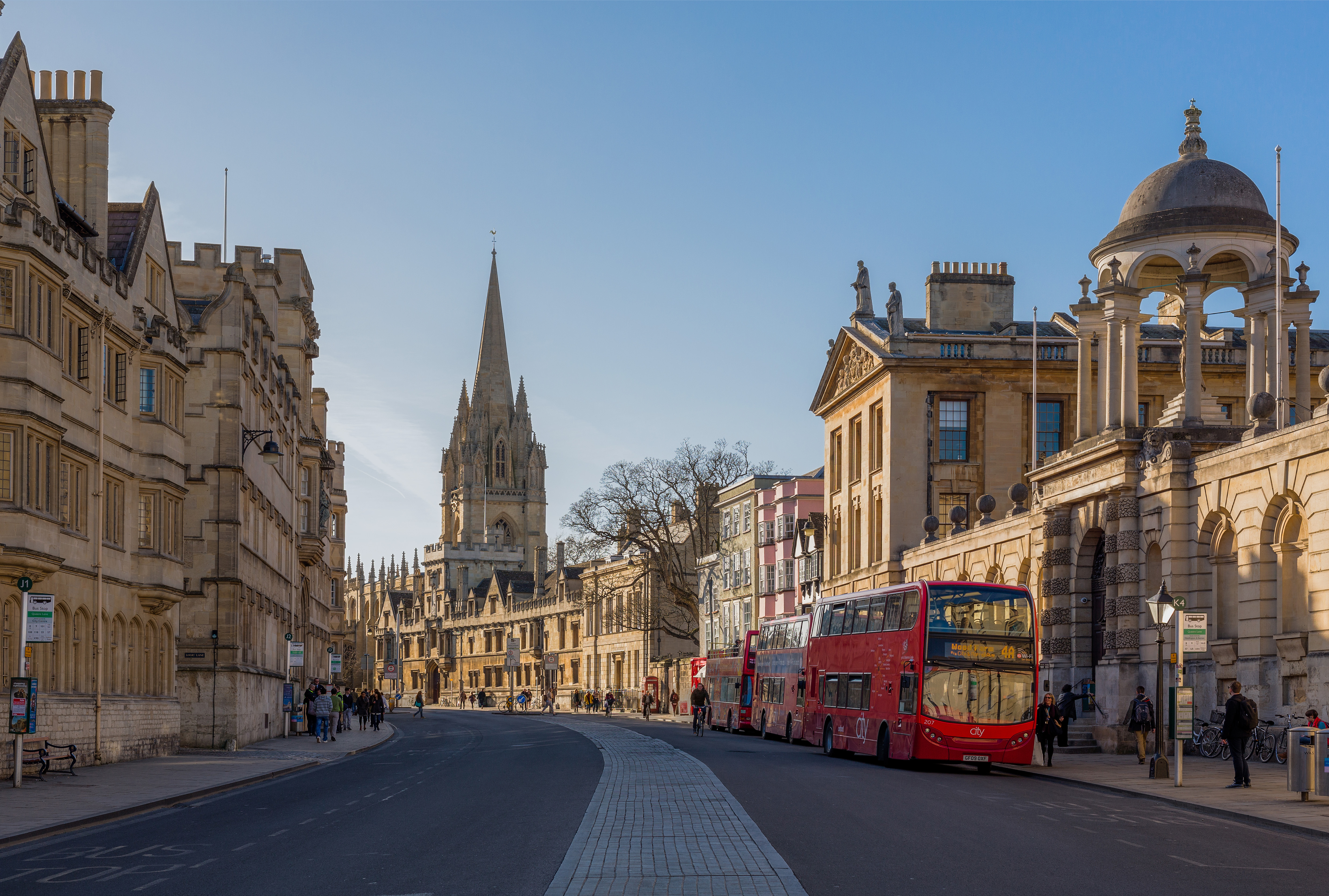
옥스퍼드의 하이 스트리트

대학도시(大學都市, college town)는 대학이 해당 도시에 있고, 도시 공동체 인구에서 대학 관계자가 많이 차지하고 있는 도시를 의미한다.
이러한 도시는 대학의 활동이 지역에 대해 점점 더 사회적, 문화적, 기술적이고 경제적인 영향을 미친다.

## 같이 보기
- 기업도시